# Choice Cuts
Choice Cuts är en samlingsskiva med låtar från skivorna 1995, Live!! och 2005 med bandet Screaming Headless Torsos.

## Låtlista
1. "Smile In A Wave (Theme From Jack Johnson)" (1995)
2. "Mind Is A River" (2005)
3. "Woe To The Conquered" (2005)
4. "No Survivors" (2005)
5. "Word To Herb" (1995)
6. "Vinnie" (1995)
7. "Little Wing" (1995)
8. "SUV SOB" (2005)
9. "Faith In The Free" (2005)
10. "Smile At Me" (2005)
11. "Cult Of The Internal Sun" (1995)
12. "Wedding In Sarajevo" (1995)
Bonuslåtar:
13. "Just For Now" (Live!!)
14. "Jazz Is The Teacher" (Live!!)
15. "Dig A Pony" (Live!!)

## Medverkande
- Dean Bowman - sång
- David Fiuczynski - gitarr
- Fima Ephron - bas
- Daniel Sadownick - slagverk
- Gene Lake - trummor (2005, Live!!)
- Jojo Mayer - trummor (1995)